# Zelenik
Zelenik este un sat component al comunei Kučevo, Serbia . Conform recensământului din 2002, satul are o populație de 251 de oameni. 